# Louis Herrmann
Gottfried Louis Herrmann (* 16. November 1861 in Rade; † 1940) war ein deutscher Lehrer und Politiker (Deutschkonservative Partei, DNVP).

## Leben
Herrmann war beruflich als Landlehrer tätig und Rektor an einer Schule in Friedersdorf.
Herrmann war vom 24. August 1915 bis zum 15. November 1918 für die Deutschkonservative Partei Mitglied des Preußischen Abgeordnetenhauses. Nach der Novemberrevolution trat er in die Deutschnationale Volkspartei (DNVP) ein. Er war von 1919 bis 1921 Mitglied der Verfassunggebenden Preußischen Landesversammlung. Im Februar 1921 sowie erneut im Dezember 1924 wurde er als Abgeordneter in den Preußischen Landtag gewählt, dem er bis 1928 angehörte.